# Рудольф II
Рудольф II Габсбург (18 липня 1552, Відень — 20 січня 1612, Прага) — імператор Священної Римської імперії (1576–1612), король Угорщини (1572–1608), король Богемії (1575–1611), німецький король (1575–1612).

## Біографія

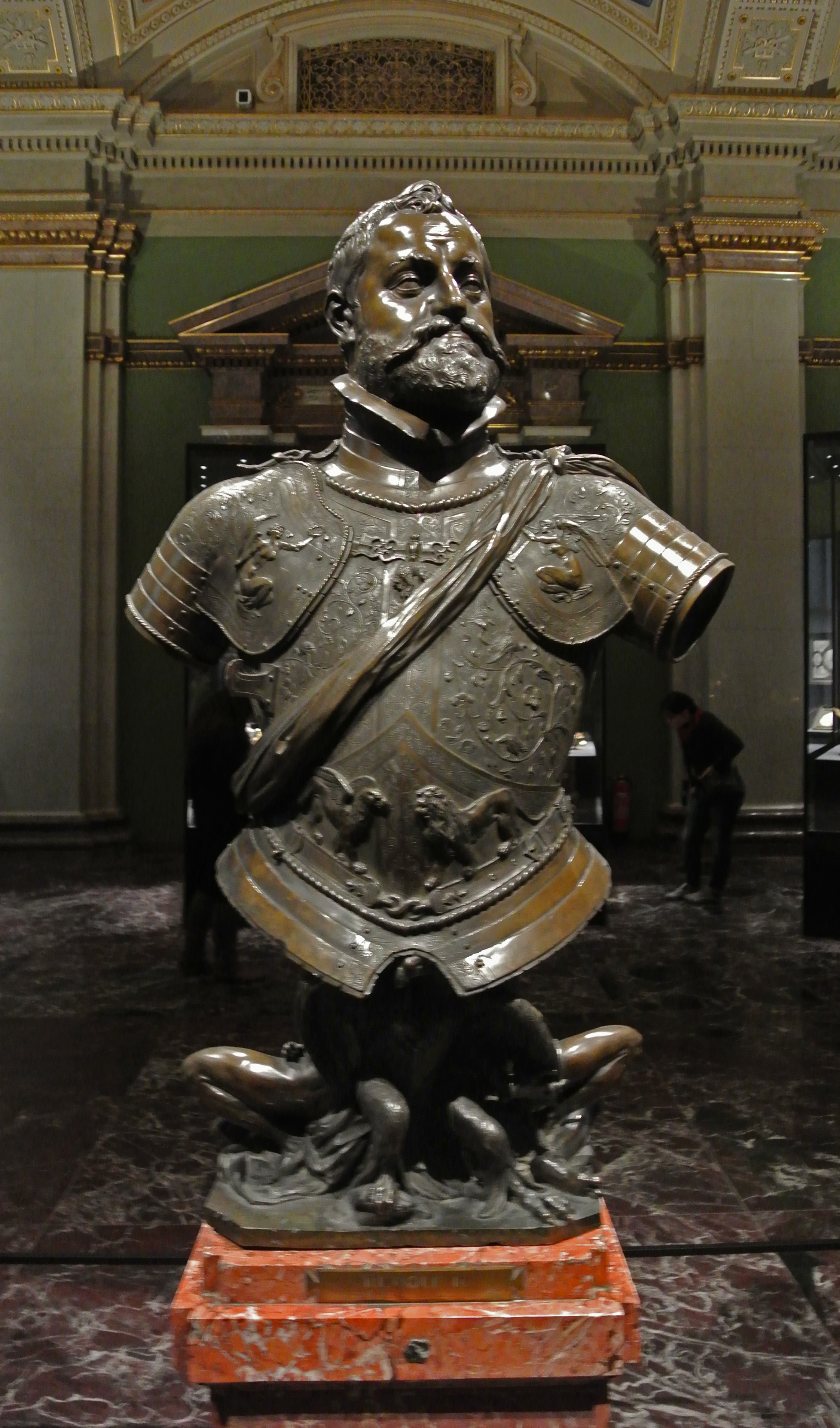
Адріан де Вріс. Погруддя імператора Рудольфа II, 1603. Музей історії мистецтв, Відень

Походив з династії Габсбургів. Син імператора Максиміліана II та Марії Австрійської. Родинні зв'язки з іспанським королівським двором дали змогу отримати виховання в Іспанії при дворі Філіпа ІІ, троюрідного дядька майбутнього імператора. Вихованням керували єзуїти, що обумовило подальші смаки і політичні принципи Рудольфа: орієнтація на католицизм, боротьба з протестантизмом на підлеглих територіях, підтримка війни з Османською імперією.

### Політична діяльність
До володінь Рудольфа II входили Верхня і Нижня Австрія, Богемія та Угорщина. Проводив політику, спрямовану на зміцнення впливу католицької церкви на землях австрійських Габсбургів. Намагався протистояти натиску Османської імперії в Європі. У 1594 році Рудольф ІІ відправив на Запорозьку Січ із таємною дипломатичною місією Еріха Лясоту з метою укладення воєнного союзу між Запорожжям і Священною Римською імперією для боротьби проти Османської імперії. За правління Рудольфа ІІ внаслідок повстання 1604-1606 років Угорщина здобула деякі політичні та релігійні права, а частина країни звільнилась з-під влади Габсбургів.

### Переїзд до Праги

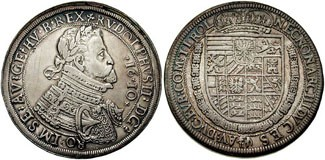
Талер з портретом Рудольфа ІІ

Відсутність популярності в Відні і бажання відсторонитися від світу спонукали імператора перебратися в Прагу, що мимоволі стала другою столицею країни. Рудольф сприяв будівельним роботам у Празі, а також реконструкції Празького Граду (міської фортеці з собором).
Рудольф II замовив у Яна Вермейена, одного із найбільших видатних ювелірів того часу, якого спеціально викликали для цього, імператорську корону. Він ознайомився з усіма наявними в Празі стародавніми коронами. Потім відвезли до Нюрнберґу, де продемонстрували інші корони, в тому числі корону Карла Великого. За основу корони Рудольфа ІІ майстер взяв Богемську княжу корону Святого Вацлава. Корону було виготовлено 1602 року в Празі.

### Відомий меценат і рудольфінська Прага

Худ. Арчімбольдо. Імператор Рудольф II у вигляді бога садів Вертумна

Хвороблива людина, слабкий політик, не досить вдалий вояк, імператор Рудольф II залишив значний слід в історії мистецтв як видатний меценат. За часів імператора, Прага і імператорський двір стають значним мистецьким осередком доби маньєризму. При імператорському дворі працювали відомі художники і науковці
- Арчімбольдо
- Бартоломеус Шпрангер
- Ганс фон Аахен
- Джованні да Болонья
- Адріан де Вріс
- Егідіус Заделер
- Рулант Саверей
- Тихо Браге
- Йоган Кеплер.

Так, різниця в роках між імператором і художником Арчімбольдо сягала 25 років. В особі Рудольфа Арчімбольдо мав уже третього покровителя і мецената. І як і для попередників, виконував різноманітні доручення. За дорученням імператора у 1582 році художник мандрує по Баварії, де купує мистецькі вироби доби античності, предмети мистецтва і живих тварин для зоопарку Рудольфа. Різноманітні колекції Рудольфа стали родзинкою тогочасної Праги. Серед них — колекція рідкісних мінералів, ювелірні вироби, морські мушлі великих розмірів, зоопарк з птахами, навченими говорити.

### Довірливий Рудольф ІІ

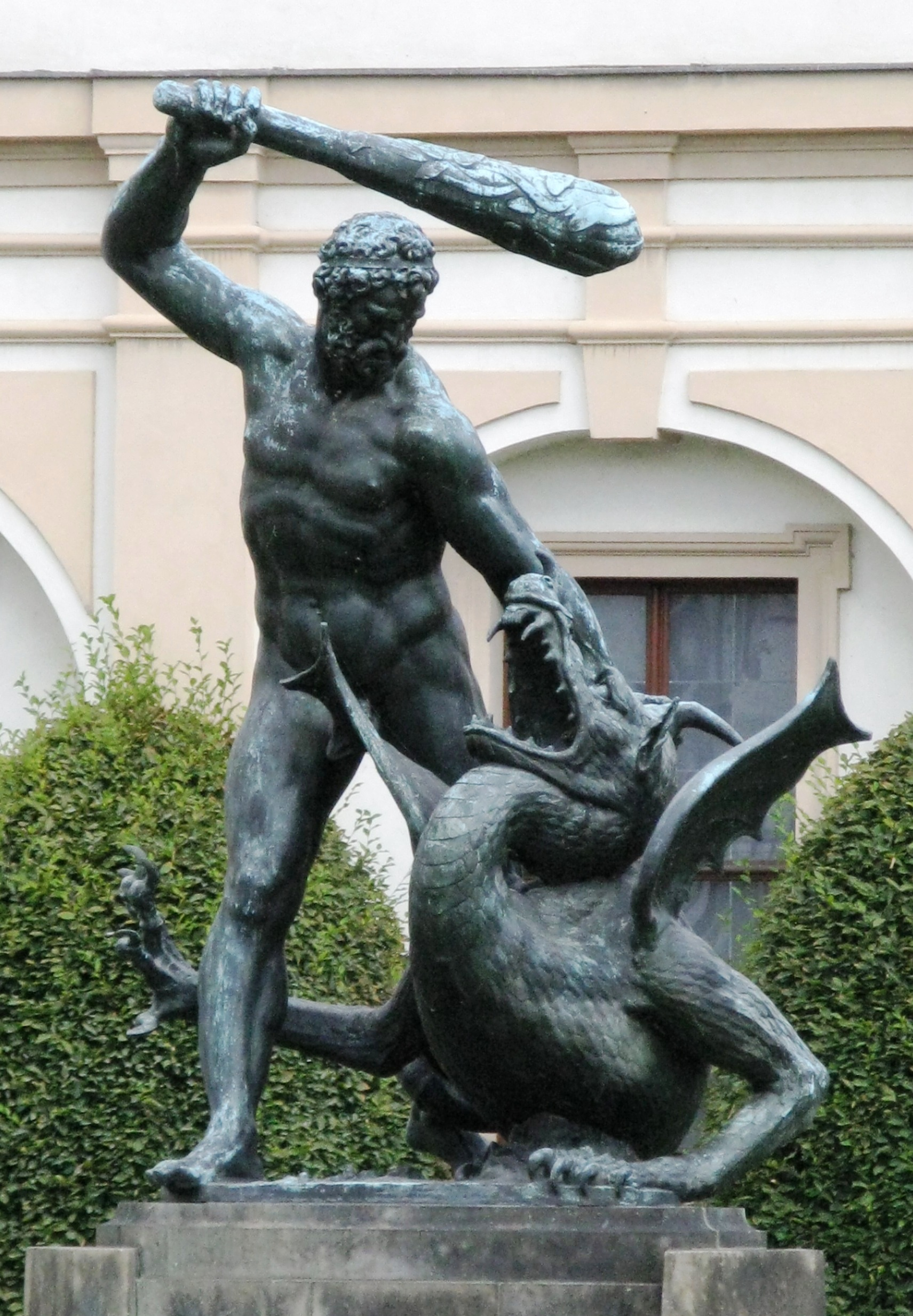
Скульптор Адріан де Вріс, «Геркулес»

Бажання мати у власній колекції дійсно рідкісні речі переважувало обережність і критичність імператора. Цим користувалась ціла низка шарлатанів, авантюристів, психопатів і навіть божевільних. Дивацтво поведінки і дивацтво ремесел однаково приваблювали Рудольфа ІІ. Як і більшість володарів кінця XVI століття, він заохочував пошуки алхіміків для отримання золота з простих речей. На цьому та на якомусь знанні таємничих знань наполягав і авантюрист-англієць Едвард Келлі. За неблагодійні вчинки Келлі покарали ще в Англії, відрізавши одне вухо. Той емігрував на континент, приховуючи відсутнє вухо довгим волоссям та капелюхом. Довідавшись про зацікавлення імператора до незвичних речей та алхімії, прибув у Прагу і запропонував йому власні послуги алхіміка і знавця утаємничених знань. Іспити Едвард Келлі як алхімік був вимушений пройти, але авантюрист запобіжно і таємно проніс в кімнату маленький шматочок золота, який і продемонстрував імператорові після ворожінь з вогнем і колбами. Імператор таки прийняв його на власну службу.
Оточення авантюристів і напівбожевільних шукачів грошей кине тінь підозри навіть на справжніх віртуозів-митців, представників стилю маньєризм, що теж працювали при дворі дивака-імператора. Але їх творчий доробок і дійсний внесок в мистецтво слугує своєрідним алібі і не має нічого спільного з профанаціями алхіміків чи авантюристів.
Рудольф ІІ тоді купив одну з найзагадковіших книг світу — рукопис Войнича за 600 дукатів вважаючи її книгою Роджера Бекона.

### Мистецька колекція імператора
Особливе захоплення викликала мистецька колекція Рудольфа ІІ: екзотичні предмети, вивезені з Індії та Америки, картини сучасних і давніх майстрів, скульптури, вази з коштовного і напівкоштовного каміння, дивна колекція годинників. Окрасою колекції картин були ні на що не схожі картини Джузеппе Арчімбольдо.
Про колекцію імператора захоплено писав кардинал д'Есте, якому її показали. Так виник культурний феномен під назвою — рудольфінська Прага.

### Доля колекції
У 1648 році вояки Швеції захопили і пограбували Прагу. Був пограбований і замок імператора. Тодішня королева Швеції Христина знала про скарби Рудольфа ІІ і побажала мати його колекцію у себе, яку визнавала військовою здобиччю. Розбещені війною і злочинами вояки вивезли лише те, що вважали за доцільне і здатне витримати довге транспортування. Вивіз організував генерал Карл-Густав Врангель, що прихопив з обозу і декілька картин Арчімбольдо для себе.
Королева отримала колекцію картин і малюнків, монет і медалей, скульптури.

### Невдала боротьба за престол
Вів міжусобну боротьбу зі своїм братом Матвієм (Матьяшем). Під тиском місцевого дворянства змушений у 1608 році віддати Верхню і Нижню Австрію, Угорщину і Моравію володарю Відня, а в 1611 — зректися чеського престолу. Чеський престол посів його брат Матьяш, що пообіцяв протестантам Чехії пільги і отримав перемогу над Рудольфом. Останні роки життя неодружений Рудольф часто хворів. Він став останнім з імператорів, якого поховали в соборі міста Прага.

## Родовід
|  |                                                                |  |  |  |  |  |  |  |  |  |  |  |  |
|  | Філіп I Вродливий, король Кастилії та Леону (= 12)             |  |  |  |  |  |  |  |  |  |  |  |  |
|  |                                                                |  |  |  |  |  |  |  |  |  |  |  |  |
|  |                                                                |  |  |  |  |  |  |  |  |  |  |  |  |
|  | Фердинанд I, імператор Священної Римської імперії              |  |  |  |  |  |  |  |  |  |  |  |  |
|  |                                                                |  |  |  |  |  |  |  |  |  |  |  |  |
|  |                                                                |  |  |  |  |  |  |  |  |  |  |  |  |
|  | Хуана I, королева Кастилії (= 13)                              |  |  |  |  |  |  |  |  |  |  |  |  |
|  |                                                                |  |  |  |  |  |  |  |  |  |  |  |  |
|  |                                                                |  |  |  |  |  |  |  |  |  |  |  |  |
|  | Максиміліан II, імператор Священної Римської імперії           |  |  |  |  |  |  |  |  |  |  |  |  |
|  |                                                                |  |  |  |  |  |  |  |  |  |  |  |  |
|  |                                                                |  |  |  |  |  |  |  |  |  |  |  |  |
|  | Владислав II Ягеллончик, король Угорщини                       |  |  |  |  |  |  |  |  |  |  |  |  |
|  |                                                                |  |  |  |  |  |  |  |  |  |  |  |  |
|  |                                                                |  |  |  |  |  |  |  |  |  |  |  |  |
|  | Анна I, королева Угорщини і Чехії                              |  |  |  |  |  |  |  |  |  |  |  |  |
|  |                                                                |  |  |  |  |  |  |  |  |  |  |  |  |
|  |                                                                |  |  |  |  |  |  |  |  |  |  |  |  |
|  | Анна де Фуа                                                    |  |  |  |  |  |  |  |  |  |  |  |  |
|  |                                                                |  |  |  |  |  |  |  |  |  |  |  |  |
|  |                                                                |  |  |  |  |  |  |  |  |  |  |  |  |
|  | Рудольф II, імператор Священної Римської імперії               |  |  |  |  |  |  |  |  |  |  |  |  |
|  |                                                                |  |  |  |  |  |  |  |  |  |  |  |  |
|  |                                                                |  |  |  |  |  |  |  |  |  |  |  |  |
|  | Філіп I Вродливий, король Кастилії та Леону (= 8)              |  |  |  |  |  |  |  |  |  |  |  |  |
|  |                                                                |  |  |  |  |  |  |  |  |  |  |  |  |
|  |                                                                |  |  |  |  |  |  |  |  |  |  |  |  |
|  | Карл V, імператор Священної Римської імперії                   |  |  |  |  |  |  |  |  |  |  |  |  |
|  |                                                                |  |  |  |  |  |  |  |  |  |  |  |  |
|  |                                                                |  |  |  |  |  |  |  |  |  |  |  |  |
|  | Хуана I, королева Кастилії (= 9)                               |  |  |  |  |  |  |  |  |  |  |  |  |
|  |                                                                |  |  |  |  |  |  |  |  |  |  |  |  |
|  |                                                                |  |  |  |  |  |  |  |  |  |  |  |  |
|  | Марія Австрійська                                              |  |  |  |  |  |  |  |  |  |  |  |  |
|  |                                                                |  |  |  |  |  |  |  |  |  |  |  |  |
|  |                                                                |  |  |  |  |  |  |  |  |  |  |  |  |
|  | Мануел I, король Португалії                                    |  |  |  |  |  |  |  |  |  |  |  |  |
|  |                                                                |  |  |  |  |  |  |  |  |  |  |  |  |
|  |                                                                |  |  |  |  |  |  |  |  |  |  |  |  |
|  | Ізабелла Португальська, імператриця Священної Римської імперії |  |  |  |  |  |  |  |  |  |  |  |  |
|  |                                                                |  |  |  |  |  |  |  |  |  |  |  |  |
|  |                                                                |  |  |  |  |  |  |  |  |  |  |  |  |
|  | Марія Арагонська                                               |  |  |  |  |  |  |  |  |  |  |  |  |
|  |                                                                |  |  |  |  |  |  |  |  |  |  |  |  |
|  |                                                                |  |  |  |  |  |  |  |  |  |  |  |  |